# Peristethium aequatoris
Peristethium aequatoris là một loài thực vật có hoa trong họ Loranthaceae. Loài này được (Kuijt) Kuijt mô tả khoa học đầu tiên.